# Masaaki Ueda
Masaaki Ueda (上田 正昭, Ueda Masaaki), né le 29 avril 1927 et décédé le 13 mars 2016, est un historien Japonais, professeur émérite de Kyōto. Il a obtenu son diplôme à l’Université de Kyōto où il a enseigné. Son travail de recherche sur l’histoire ancienne du Japon, porté principalement sur la littérature d'époque et fortement influencé par Nobuo Origuchi et Shouhei Mishina, a notamment souligné les relations du Japon avec les autres pays d'Asie. 

## Distinctions
- Ordre du Trésor sacré
- Prix de la culture asiatique de Fukuoka en 1998